# Nāḩiyat Khafsah
Nāḩiyat Khafsah (arabiska: ناحية الخفسة, ناحية خفسة) är ett subdistrikt i Syrien.   Det ligger i provinsen Aleppo, i den centrala delen av landet, 290 km nordost om huvudstaden Damaskus.
Trakten runt Nāḩiyat Khafsah är ofruktbar med lite eller ingen växtlighet. Runt Nāḩiyat Khafsah är det ganska tätbefolkat, med 86 invånare per kvadratkilometer.